# Verbandsgemeinde Obere Kyll
La comunità amministrativa di Obere Kyll (Verbandsgemeinde Obere Kyll) era una comunità amministrativa della Renania-Palatinato, in Germania.
Faceva parte del circondario del Vulkaneifel.
A partire dal 1º gennaio 2019 è stata unita alle comunità amministrative Hillesheim e Gerolstein per costituire la nuova comunità amministrativa Gerolstein.

## Suddivisione
Comprendeva 14 comuni:
1. Birgel
2. Esch
3. Feusdorf
4. Gönnersdorf
5. Hallschlag
6. Jünkerath
7. Kerschenbach
8. Lissendorf
9. Ormont
10. Reuth
11. Scheid
12. Schüller
13. Stadtkyll
14. Steffeln

Il capoluogo era Jünkerath.